# Rettenberg
Rettenberg é um município da Alemanha, situado no distrito de Oberallgäu, no estado da Baviera. Tem 60,08 km² de área, e sua população em 2019 foi estimada em 4.458 habitantes.